# Тјерња
Тјерња (слч. Terňa) насељено је мјесто са административним статусом сеоске општине (слч. obec) у округу Прешов, у Прешовском крају, Словачка Република.

## Становништво
| Година:    | 1994. | 2004.   | 2014.    | 2024.   |
| ---------- | ----- | ------- | -------- | ------- |
| Број људи: | 983   | 1075    | 1234     | 1340    |
| Разлика:   |       | +9,35 % | +14,79 % | +8,58 % |

| Година:    | 2023. | 2024.   |
| ---------- | ----- | ------- |
| Број људи: | 1335  | 1340    |
| Разлика:   |       | +0,37 % |

Према подацима о броју становника из 2024. године насеље је имало 1340 становника.